# Nekrose

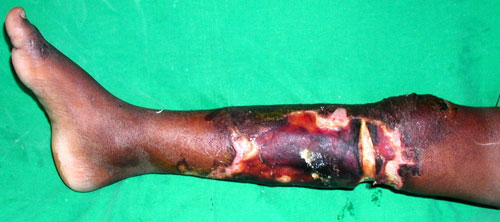
Nekrose nach einer Verbrennung

Unter einer Nekrose (auch Nekrobiose) (altgriechisch νέκρωσις nékrosis „das Töten“, auch „das Absterben einzelner Glieder“, zu νεκρόω nekróō „ich töte“) wird in der Biologie und Medizin das Absterben oder der Tod einzelner oder mehrerer Zellen verstanden. Die Nekrose ist pathologisch – das heißt, der Vorgang ist krankhaft und wird durch schädigende Einflüsse auf die Zelle ausgelöst: Nährstoff- und Sauerstoffmangel, Gifte, Radioaktivität und andere. Daraufhin kommt es im Gewebe zu einem Absterben der Zellen und nachfolgend meistens zu einer Entzündungsreaktion. Je nach Gewebsart und Schadensausmaß heilt die Nekrose durch Nachwachsen überlebender Zellen komplett ab, oder aber der abgestorbene Gewebeteil wird durch eine bindegewebige Narbe ersetzt (Beispiel: Herzmuskel nach einem Infarkt – mit entsprechenden Funktionseinschränkungen).
Von der Nekrose abzugrenzen ist die Apoptose: Sie bezeichnet das „normale“ (physiologische) und kontrollierte Absterben einzelner Zellen, im Sinne des gesamten Organismus.
Nekrosen werden nicht nur beim Menschen und bei Tieren, sondern ebenso bei Pflanzen beobachtet.

## Nekroseformen

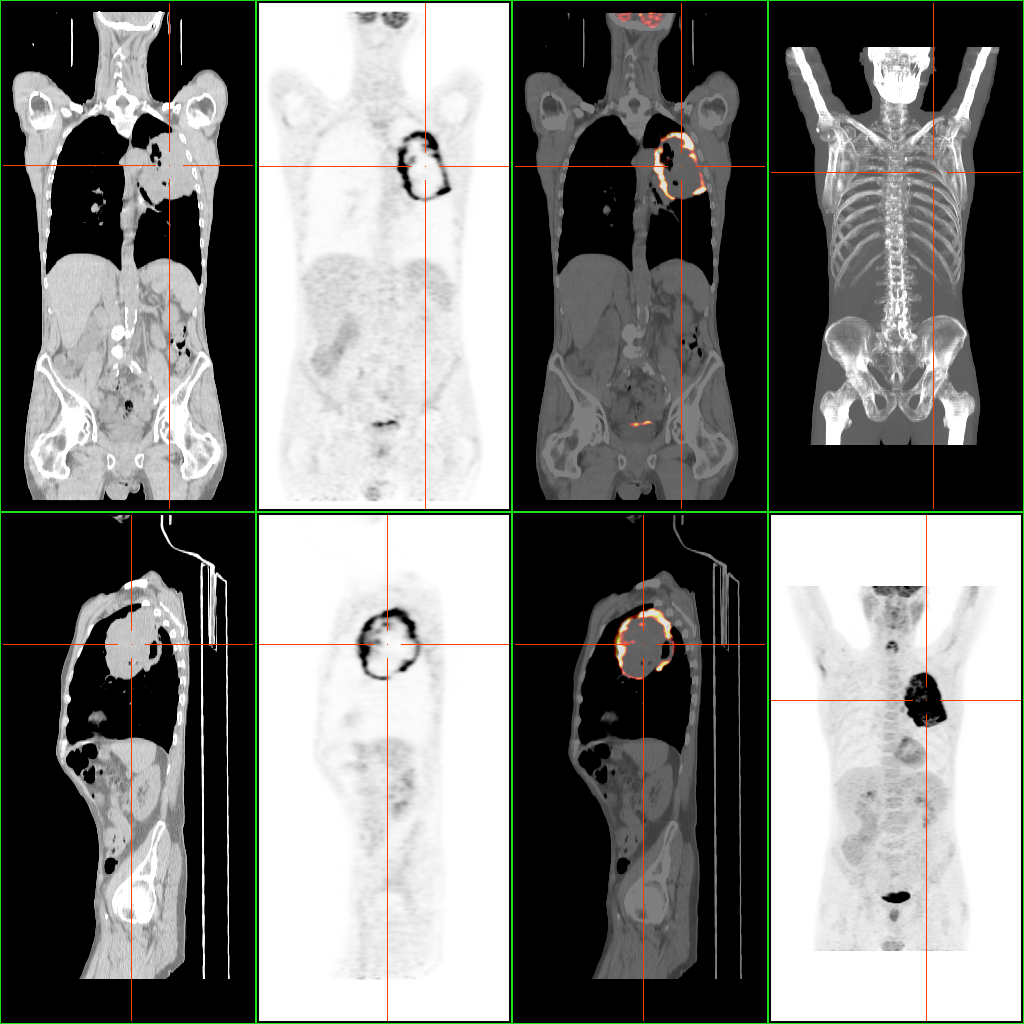
Nekrose im Inneren eines großen Bronchialtumors in der FDG-PET/CT-Darstellung

### Koagulationsnekrose
Diese Form der Nekrose tritt beim Absterben proteinreichen Gewebes auf, wie der Muskulatur. Ein Paradebeispiel ist die Herzmuskulatur nach einem Herzinfarkt. Zuerst schwellen die Zellen an und übersäuern. Das führt zur Ausfällung und „Gerinnung“ (Koagulation) der Proteine und zur gesteigerten Eosinophilie des Zytoplasmas. Die histologische Gewebszeichnung wird undeutlicher und der Zellkern löst sich in mehreren Schritten auf: Initial kommt es zur Kernschrumpfung (Pyknose) und anschließend zu einem Zerbrechen des Kerns (Karyorrhexis). Letztlich verliert der Kern sein Chromatin und verblasst (Karyolyse). Makroskopisch (mit bloßem Auge) erscheint das nekrotische Gewebe lehmgelb und trocken (frühestens nach sechs Stunden).
Aus den zerstörten Zellen werden entzündungsfördernde Stoffe frei, so dass Granulozyten angelockt werden. Diese wandern in das Gewebe ein und führen über die Freisetzung von Proteasen zur Auflösung des nekrotischen Gewebes. Zell- und Gewebsreste werden von Makrophagen phagozytiert. Makroskopisch entsteht ein roter Randsaum. Das nekrotische Areal büßt im Laufe des Prozesses jedoch an Festigkeit ein und kann einreißen. So kann beispielsweise die Herzwand nach einem ausgedehnten Infarkt rupturieren. Am Ende steht die narbige Abheilung des Gewebes.

### Kolliquationsnekrose
Sie ist typisch für Gewebe mit hohem Fettanteil und geringem Eiweißanteil, zum Beispiel im Gehirn bei Sauerstoffminderversorgung, oder für Gewebe mit hohem Proteasen-Anteil wie die Bauchspeicheldrüse. Auch führen Verätzungen durch Laugeneinwirkung oder eine Abszessbildung zu einer Kolliquationsnekrose. Beim Abszess ausschlaggebend sind die Proteasen der körpereigenen Immunzellen. Im Gegensatz zur Koagulationsnekrose kommt es nach einer initialen Zellschwellung zu einer Verflüssigung des Gewebes (Kolliquation, Necrosis humida) und anschließend zu einer Entzündungsreaktion (außer im Nervensystem). Makroskopisch erscheint das Gewebe matschig, schmierig und aufgeweicht.

### Sonderformen
Bei der Tuberkulose tritt durch die Besonderheiten der auslösenden Bakterien eine käsige Nekrose (auch Verkäsung genannt) auf. Gangrän kennzeichnet eine besondere Nekroseform, die schwarz ist und wie verbrannt aussehen kann. Die Gangrän ist trocken (trockene Gangrän), außer sie wird von Fäulnisbakterien befallen und entzündet sich (feuchte Gangrän). Bei der bereits im 19. Jahrhundert bekannten Fettnekrose oder Fettgewebsnekrose handelt es sich um den Tod von Fettzellen, zum Beispiel eine verkalkte Nekrose im Fettgewebe um die Bauchspeicheldrüse herum. Sie entsteht traumatisch oder enzymatisch durch freigesetzte Lipasen aus der Bauchspeicheldrüse im Rahmen einer Bauchspeicheldrüsenentzündung. Weitere Sonderformen sind die gummatöse Nekrose, die bei Syphilis auftritt, und die fibrinoide Nekrose, die für rheumatische Polyarthritis, Polyarteriitis nodosa oder für peptische Magenulcera typisch ist.
Unter einer Panzernekrose versteht man absterbendes Panzergewebe bei Schildkröten, beispielsweise durch Nässe oder Pilze.
Bei Zündholzherstellern im 19. Jahrhundert kamen als Berufskrankheit so genannte Phosphornekrosen vor.
In seltenen Fällen treten Nekrosen als unerwünschte Arzneimittelwirkung auf. So können sub-therapeutische Konzentrationen von Antibiotika der Gruppe Fluorchinolone zu Nekrosen adulter Chondrozyten im gesunden adulten humanen Knorpel führen. Histologisch sind Nekrosen auch im Zusammenhang mit Fluorchinolon-bedingten Sehnen- und Nierenschäden dokumentiert. Nekrosen von Hepatozyten der Leber können mit einer Vergiftung durch Paracetamol assoziiert sein. 2011 wurden in den USA und Großbritannien etwa die Hälfte aller Fälle von akutem Leberversagen auf Paracetamol zurückgeführt. Nekrosen werden hierbei durch entstehende reaktive Metaboliten und den darauf folgenden oxidativen Stress, den Verlust des mitochondrialen Membranpotentials und den Verlust der Fähigkeit der Mitochondrien, ATP zu synthetisieren, verursacht. Ebenso kann das Breitbandspektrum-Antiepileptikum Valproinsäure tödlich verlaufende Leberfunktionsstörungen auslösen, bei denen umfangreiche konfluente lytische Nekrosen von Leberacini beobachtet wurden. Lebernekrosen wurden ferner bei Diclofenac, Methyldopa, und Halothan dokumentiert.